# Цона Артиђанале Вја дел Терцијарио (Асколи Пичено)
Цона Артиђанале Вја дел Терцијарио (итал. Zona Artigianale Via del Terziario) насеље је у Италији у округу Асколи Пичено, региону Марке.
Према процени из 2011. у насељу је живело 6 становника. Насеље се налази на надморској висини од 8 м.